# Alejandro Mancuso
Alejandro Víctor Mancuso (Ciudadela, 4 settembre 1968) è un allenatore di calcio ed ex calciatore argentino, di ruolo centrocampista.

## Carriera

### Club
Ha iniziato la sua carriera nel Ferro Carril Oeste. Dopo un anno è passato al Vélez Sársfield, per poi andare al Boca Juniors e all'Independiente. Ha giocato anche fuori dall'Argentina, indossando le casacche di squadre brasiliane, spagnole e uruguaiane. Mentre era in Brasile ha vinto, con il Flamengo, ha vinto il Campionato Carioca nel 1996. S'è ritirato nel 2000, dopo un ultimo anno al Bella Vista.

### Nazionale
Dal 1992 al 1994 ha totalizzato dieci presenze nell'Argentina.

### Allenatore
Dal 2008 al 2010 è stato Assistente tecnico di Diego Armando Maradona nell'Argentina. Dal 14 maggio 2011 è di nuovo con Maradona all'Al-Wasl.
Lascia il club il 14 luglio 2012 con l'esonero di Maradona.

## Palmarès

### Club

#### Competizioni nazionali
- Campionato argentino: 2

Vélez Sársfield: 1992-1993 Apertura
Boca Juniors: 1992-1993 Clausura

#### Competizioni internazionali
- Copa de Oro: 1

Flamengo: 1996

### Nazionale
- Campeonato Sudamericano de Football: 1

Ecuador 1993
- Coppa Artemio Franchi: 1

1993